# 宮地文一
宮地 文一（みやち ぶんいち）は戦前岐阜県の教育者、政治家。土岐郡日吉尋常高等小学校長、可児郡御嵩小学校長、日吉村長。

## 経歴

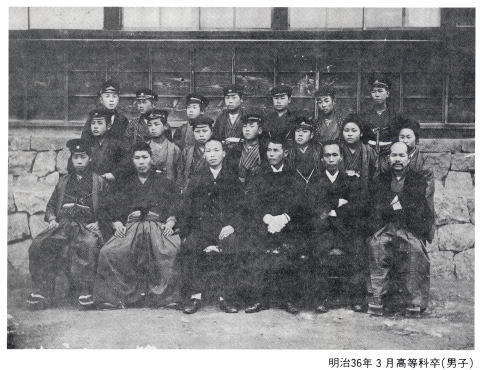
1903年（明治36年）3月日吉第一小学校高等科卒業記念写真

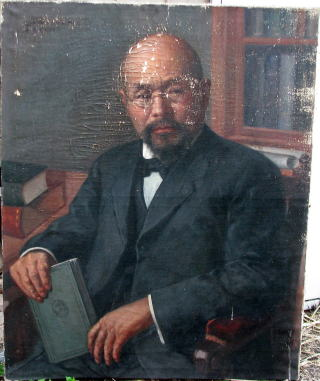
志行筆「校長先生」 1932年（昭和7年） 文一がモデル

慶応元年（1865年）10月25日美濃国土岐郡半原村庄屋宮地家に生まれた。地元の寺子屋で土屋理助に学び、明治4年（1871年）の廃校まで残った。1873年（明治6年）学制に基づき開校した勧学義校に入学し、南垣外の寺子屋師匠大江密成の子小川玄寿に学んだ。1880年（明治13年）12月第4代木村甚之助が辞職すると、1881年（明治14年）1月半原学校第5代となり、1882年（明治15年）3月まで訓導を務めた。
1882年（明治15年）岐阜県師範研修学校に入学し、1885年（明治18年）6月高等師範学科を卒業した。同年8月から1888年（明治21年）12月まで日吉学校初代校長を務めた後、可児郡御嵩小学校長等を歴任した。
1898年（明治31年）頃御嵩小学校在職中、可児郡書記嵯峨金一郎と平牧村二野前山神割でサイ類の顎の化石を発掘し、1921年（大正10年）東北帝国大学松本彦七郎によりテレオケラス属ブラキポテリウム亜属の新種Teleoceras (Brachypotherium) pugnatorとして記載された。
1909年（明治42年）3月から1920年（大正9年）4月まで日吉尋常高等小学校7代校長を務め、1922年（大正11年）5月27日から1925年（大正14年）5月28日まで日吉村長、1929年（昭和4年）村会議員、1931年（昭和6年）から1932年（昭和7年）まで日吉信用組合長を歴任した。
1936年（昭和11年）10月12日長男宮地志行に先立たれ、22日後を追うように死去した。葬儀は合同で行われた。

## 先祖

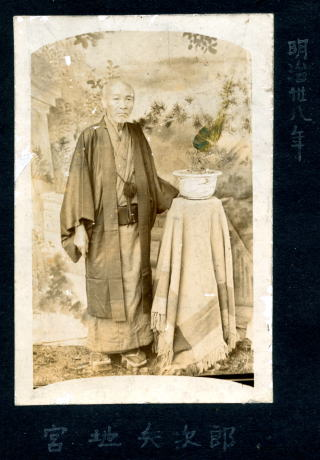
宮地兵次郎 1905年（明治38年）

半原宮地氏は安藤氏・遠藤氏・山内氏と共に土岐氏に属し、天文13年（1544年）日吉神社を創建した。
1. 市之丞（享保8年（1723年）5月没） - 宮地本家11代九郎左衛門次男。分家初代[1]。
2. 九郎左衛門（元文元年（1736年）10月没）[1]
3. 九郎右衛門（寛保3年（1743年）3月没）[1]
4. 隼人（宝暦13年（1763年）9月没）[1]
5. 安之丞（天明5年（1785年）7月没）[1]
6. 金松（文化14年（1817年）7月18日没）[1]
7. 求馬（天保7年（1836年）9月没）[1]
8. 市蔵（安政2年（1855年）11月没）[1]
9. 市兵衛（1883年（明治16年）没） - 半原村庄屋、1873年（明治6年）戸長[1]。
10. 兵次郎寛朋（天保9年（1838年） - 1910年（明治43年）） - 日吉村三浦弥五八五男。1881年（明治14年）戸長となり、中山道中街道開設を主導した[1]。

## 家族
- 父：宮地兵次郎

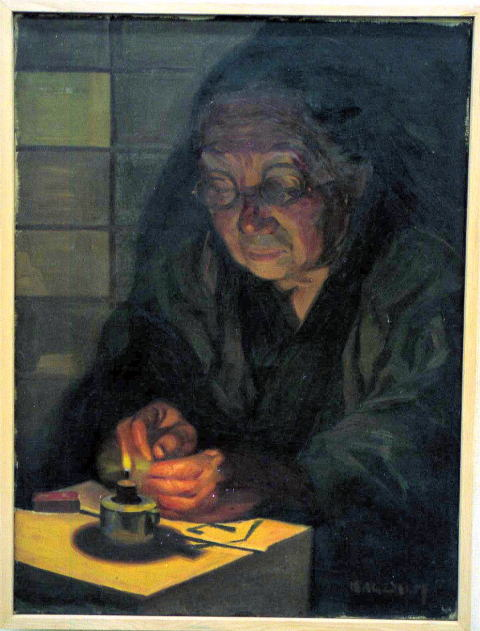
志行筆「ランプ」 1915年（大正4年）頃 はんがモデル

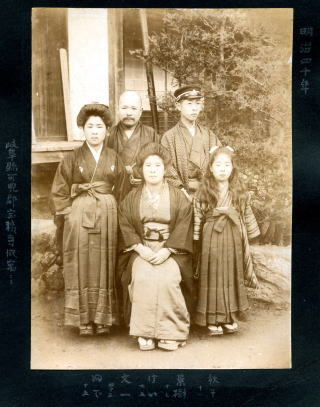
1907年（明治40年）可児郡宝積寺にて 右から宮地秋子、景樹、けい、文一、ふで

- 母：津宇（つう、天保14年（1843年） - 1925年（大正14年）） - 南垣外祢宜柘植河内守図次の長女[1]。
  - 姉：はん（文久2年（1862年） - 1939年（昭和14年））[6]
  - 弟：猪野重次郎[6]
  - 弟：美一（みいち、1879年（明治12年）9月18日 - 1961年（昭和36年）11月18日） - 東京帝国大学英文科卒業後、東京千駄ヶ谷に住み、戦災後帰郷した[1]。
  - 妹：千代 - 渡辺徳助妻[6]。
- 妻：けい（1873年（明治6年）5月7日 - 1961年（昭和36年）4月14日） - 可児郡今渡地主十一屋田口家娘[1]。
- 長女：筆子（1893年（明治26年）生）[6] - 熊崎健一郎弟康人妻[4]。
- 次女：秋子（1897年（明治30年）生） - 林三郎妻[6]。
- 長男：宮地志行 - 洋画家（本名は景樹）(1891-1936)。
- 孫：完自（1923-2017）。